# Дуглас, Филлис
Филлис Дуглас (англ. Phyllis Douglas, урождённая Филлис Каллоу (англ. Phyllis Callow), 24 июля 1936 — 12 мая 2010) — американская актриса. Родилась в Лос-Анджелесе в семье ассистента режиссёра Риджуэя Кэллоу и актрисы Пегги Уоттс. Впервые на киноэкране появилась в младенчестве, когда исполнила роль двухлетней Бонни Батлер в знаменитой картине Виктора Флеминга «Унесённые ветром» в 1939 году. После этого она вернулась на экране лишь в конце 1940-х, появившись в последующие годы на эпизодических ролях десятке кинокартин, среди которых «Кэньон-Сити» (1948), «Округ Рэйнтри» (1957), «Пока не поплывут» (1957), «Симаррон» (1960) и «Дикие бродяги» (1971). В 1960-е у неё были роли и на телевидении в сериалах «Бэтмен» и «Звёздный путь». После ухода из большого кино Дуглас, вместе со вторым мужем, обосновалась в калифорнийском городе Палм-Спрингс, где занималась недвижимостью. Там же она и умерла в мае 2010 года в возрасте 73 лет.